# Vilsandi nationalpark
Vilsandi nationalpark är en nationalpark i landskapet Saaremaa (Ösel), belägen på och omkring ön Vilsandi vid Ösels västkust i Estland. Den är mest känd för sitt rika sjöfågelliv.

## Bildande och omfattning
Ön Vilsandi blev fågelskyddsområde 1910, som 1957 utökades till ett naturreservat. 1971 bildades en nationalpark som omfattar Ösels kust vid vikarna Atla, Kihelkonna och Kuusnõmme, samt ön Vilsandi och ytterligare omkring 160 obebodda öar i området.
En tredje del av landets skyddade växter förekommer i nationalparken.

## Turism och kommunikationer
På ön Vilsandi finns en forsknings- och turiststation, som erbjuder övernattning till turister. Kusten är huvudsakligen isfri vintertid.  Det är möjligt att vada genom vattnet eller köra med större fordon genom det grunda sundet från Ösel.

## Djurliv
Nationalparken är känd för det rika sjöfågellivet på de många små obebodda öarna omkring Vilsandi, med omkring 250 olika arter siktade, varav 112 häckar i området. I området finns bland annat ejder, vitkindad gås, havstrut, gråtrut och tärnor.
För ejder registrerades cirka 8000 häckande par. I parken håller vitkindad gås och alförrädare rast.

## Fotnoter
1. ↑  Vilsandi Rahvuspark hos Geonames.org (cc-by); post uppdaterad 2012-01-19; databasdump nerladdad 2015-09-05
2. 1 2  Taylor, Neil (2010). ”Vilsandi National Park” (på engelska). Estonia. Bradt Guides. sid. 9